# Andrena limassolica
Andrena limassolica là một loài Hymenoptera trong họ Andrenidae. Loài này được Mavromoustakis mô tả khoa học năm 1948.